# 2005年5月

## 5月31日
- 《名利场》杂志披露美国水门事件关键人物“深喉”的身份。BBC中文网（页面存档备份，存于）Yahoo新闻[]VOA
- 第93届国际劳工大会在日内瓦万国宫开幕。新华网 Archive.today的存檔，存档日期2013-04-28

- 法国总理拉法兰递交辞呈，为新总理。新华网（页面存档备份，存于）

- 日本失业率降至六年来最低 BBC中文网（页面存档备份，存于）
- 月掩火星。今晚报
- 伊拉克军队封锁了巴格达，开始清剿反叛武装分子 VOA

## 5月30日
- 第58届世界报业大会在韩国首尔召开。RFA
- 巴西举行大规模同性恋骄傲游行。维基新闻（页面存档备份，存于）
- 伊拉克伊斯兰党总书记穆赫辛·阿卜杜勒·哈米德在巴格达的家中遭美军拘捕。新华网（页面存档备份，存于）
- 美屬薩摩亞再次要求联合国将其从殖民地清单上移除 维基新闻（英文）（页面存档备份，存于）
- 中国停止征收81项纺织品出口关税，以回应欧盟将可能对中国两类纺织品设限的表态。欧盟对中国取消81种纺织品出口关税表示惊讶BBC中文网（页面存档备份，存于） RFA
- 七种零关税台湾水果首次登陆中国北京。BBC中文网（页面存档备份，存于）

## 5月29日
- 法国全民公投未能通过《欧盟宪法条约》，成为欧盟25个成员国中第一个否决《欧盟宪法条约》的国家。NYTimes（页面存档备份，存于） 联合早报（页面存档备份，存于）
- 中国对欧盟纺织品磋商要求表示不满 BBC中文网（页面存档备份，存于）
- 黎巴嫩反叙利亚派别的候选人称，他们在该国国民议会第一阶段的投票中胜出。 BBC中文网（页面存档备份，存于）
- 罗马天主教教宗本笃十六世当选后首次离开梵蒂冈，到访意大利，期间他表示希望弥合与东正教的裂痕。VOA

## 5月28日
- 54名分别来自日本，中国，南韩的专家开始共同编撰中学历史教科书 维基新闻（英文）（页面存档备份，存于）
- 叙利亚撤军后黎巴嫩举行首次选举。BBC中文网（页面存档备份，存于）
- 法国海外属地开始就欧盟宪法公投 BBC中文网（页面存档备份，存于）
- 丁子霖等六四事件遇难者家属向胡锦涛发出公开信，公开信批评中国政府在"六四"上却刻意淡化隐瞒。BBC中文网（页面存档备份，存于）
- 美国政府拒绝了美国国会提出的对中国依据特别301条款实施制裁的要求。BBC中文网（页面存档备份，存于）
- 欧盟要求与中国就纺织品进行紧急谈判 美国之音
- 第16屆金曲獎在台灣高雄舉行頒獎典禮。

## 5月27日
- 香港殿堂級樂隊Beyond，舉辦告別演唱會正式宣布解散。
- 沙特阿拉伯国王法赫德肺炎住院，当局已宣布进入紧急状态新浪（页面存档备份，存于）
- 联合国防止核扩散条约会议无果而终 BBC中文网（页面存档备份，存于）
- 中国青海上千候鸟死于禽流感病毒。BBC中文网（页面存档备份，存于）
- 中国证实，包括北京在内三个地方发现的口蹄疫疫情已经受到控制。BBC中文网（页面存档备份，存于）
- 复旦大学建校100周年校庆。央视国际
- 28年前发射的旅行者一号太空探测器接近飞出太阳系目前进入太阳风顶与边界激波之间的区域。并继续航向未知的星际介质空间。这是人类发射飞的最远的探测器。Wikinews（页面存档备份，存于）
- 台中毒蠻牛事件宣告偵破，千面人王進展坦承犯案。番薯藤新聞（页面存档备份，存于）

## 5月26日
- 中国首座立式风洞成封顶。新华网 Archive.today的存檔，存档日期2013-04-28
- 2005年飞碟射击世界锦标赛在意大利举行。新华网 Archive.today的存檔，存档日期2013-04-28
- 世界贸易组织决定正式启动伊朗入世谈判。扬子晚报[]
- 王菲宣布暂别歌坛。新京报（页面存档备份，存于）
- 美国以安全为由关闭了驻印度尼西亚大使馆和所有其他外交机构。中国日报
- 微软MSN发布中文门户。中国广播网（页面存档备份，存于）

## 5月25日
- 美国一位博士研究生宣布，一种已经“灭绝”69年的植物阿布洛山荞麦在美国加利福尼亚州州立公园里再次被发现。新京报（页面存档备份，存于）
- 阿根廷发布了“阿根廷国家航天规划”。该计划称，阿根廷将谋求利用外资或与外国合作，在2015年前发射3颗人造科学研究卫星。新华网（页面存档备份，存于）
- 莫斯科发生大停电。据估计受停电影响人口达150万至200万。新華網
- 世界上最长一条跨国石油输送管道在阿塞拜疆正式启用。BBC中文网（页面存档备份，存于）
- 国际人权组织大赦国际发表2005年度世界人权状况报告，报告认为世界各国人权状况普遍令人失望。美国之音
- 香港署理行政長官曾蔭權宣佈辭職，參選新的行政長官補選。署理特首职位由唐英年代替。明報新聞網
- 中国第一座长距离跨海大桥—全长32.5公里的东海大桥实现全线合龙。东方早报[]
- 刚果共和国爆发埃博拉病毒 Wikinews（页面存档备份，存于）
- 2005年刚果民主共和国选举：刚果民主共和国接受新宪法，准备进行选举 Wikinews（页面存档备份，存于）
- 利物浦队在伊斯坦布尔战胜AC米兰队夺得欧洲足球联盟冠军联赛冠军。UEFA（页面存档备份，存于），雅虎体育

## 5月24日
- 美国众议院投票表决，通过了取消胚胎干细胞研究禁令法案。扬子晚报
- 中国北京市郊据报爆发口蹄疫，通往北京延庆区旧县镇道路已被封锁 RFA 美国之音（页面存档备份，存于）
- 伊拉克的恐怖組織在互聯網發布聲明說，基地组织在伊拉克的領導人扎卡維（三号人物）已经受傷。大公報
- 吳儀取消會晤日本首相，日本批评中國违反外交礼节。中国批评日本首相小泉纯一郎继续参拜靖国神社 美国之音（页面存档备份，存于）BBC中文网（页面存档备份，存于）大公報 北京新浪網（页面存档备份，存于）
- 《星战前传3》上映四天来已经打破美国几乎所有的票房记录，票房已经超过1亿5850万美元。BBC中文网（页面存档备份，存于）
- 蘋果電腦擬改用英特爾晶片。中時電子報
- 伊拉克国民会议宣布宪法委员会的主席人选。中国日报[]
- BBC的24小时罢工结束。BBC工會與資方周四談判解決裁員工潮。BBC中文网（页面存档备份，存于）BBC中文網（页面存档备份，存于） 新城電台

## 5月23日
- 2005年德国大选：因社民党在关键的北威州地方选举中失利，德国总理施罗德宣布将请求提前在今秋举行大选。 纽约时报（订阅）（页面存档备份，存于） 国际先驱论坛（页面存档备份，存于）
- 前身为共产党的蒙古人民革命党候选人恩赫巴雅尔获得了星期天蒙古国总统选举的胜利。美国之音
- 印度总统卡拉姆开始对俄罗斯进行正式访问，这是自苏联解体以来印度总统首次访问俄罗斯。中国日报
- 中国和澳大利亚正式启动了中澳自由贸易协定谈判的首轮会谈。

## 5月22日
- 2005年中国重测珠峰高度测量登山队到达珠穆朗玛峰顶，在珠峰峰顶架设觇标。新华网（页面存档备份，存于）
- 蒙古国开始投票选举新总统。BBC中文网（页面存档备份，存于）
- 中国青海省开始对家禽接种禽流感疫苗 BBC中文网（页面存档备份，存于）

## 5月21日
- 星球大战III:西斯的复仇首日票房即达5000万美圆，创下历史记录。Yahoo! News（英文）
- 中華人民共和國農業部宣佈青海省刚察县發生H5N1亞型禽流感。新浪網（页面存档备份，存于）
- 劳动和社会保障部国际劳工与信息研究所测算，美国对中国纺织品设限将使中国近10万纺织工人失业。中国日报
- 美國總統布什表示，將行使總統否決權，否決眾議院任何試圖緩解美國對胚胎幹細胞研究限制的法案。BBC中文網（页面存档备份，存于）
- 世界衛生組織（WHO）批准科學家研究天花病毒，此項研究將有助於開發更有效的疫苗。BBC中文網（页面存档备份，存于）

## 5月20日
- 聯合國表示，烏茲別克斯坦拒絕國際調查。BBC中文網（页面存档备份，存于）
- 加拿大政府驚險逃過不信任投票考驗。BBC中文網（页面存档备份，存于）聯合新聞網（页面存档备份，存于）
- 英國科學家成功複製出該國第一個人類胚胎，這項結果有助於複製幹細胞治療疾病。BBC中文網（页面存档备份，存于）

## 5月19日
- 美国亚太裔艾滋病防治推广计划在洛杉矶举行，宣布5月19日为“全美亚裔艾滋病防治推广日”。中国新闻网（页面存档备份，存于）
- 國際衛生條例（IHR）通過，中華民國（台灣）納入普世適用原則。中時電子報
- 人權組織表示，烏茲別克斯坦軍警可能槍殺一千平民。BBC中文網（页面存档备份，存于）
- 中國大陸稱若北韓執意進行核試驗不反對提交安理會。朝鮮日報（页面存档备份，存于）
- 大韓民國科學家成功從患者身上提取幹細胞，並移植到患者發病部位，不會引起免疫排斥反應。BBC中文網（页面存档备份，存于）

## 5月18日
- 第一批台湾零关税直达大陆的农产品在中国福建省露面。新华网（页面存档备份，存于）
- 美国白宫批评《新闻周刊》披露美军亵渎《可兰经》一文，并认为该事严重影响了美国的国际形象。BBC中文网（页面存档备份，存于）
- 中国试行新的外汇交易系统。美国之音（页面存档备份，存于）
- 台中市發生便利店所販賣飲料遭人施放毒物，造成五人氰化物中毒的事件。聯合新聞網（页面存档备份，存于）
- 2005年世界衛生大會（WHA），甘比亞共和國發言支持中華民國成為觀察員。中華人民共和國代表则認為甘國衛長發言違規，以座位前名牌敲擊桌面。自由時報Yahoo

## 5月17日
- 巴西上万名无地农民游行队伍抵达巴西利亚BBC中文（页面存档备份，存于）
- 韩国海洋水产部宣布，韩国将在其西部海岸建造世界上最大的试验性潮汐发电站。新华网 Archive.today的存檔，存档日期2013-04-28
- 发现与CIH病毒相似的新CIH病毒，一旦感染即破坏主板数据。北京娱乐信报 Archive.today的存檔，存档日期2013-04-28

## 5月16日
- 科威特改革选举法，妇女历史上第一次可以参与投票和竞选。BBC中文网（页面存档备份，存于）
- 5月1日朝鲜试射弹道导弹一说被证实有误。凤凰网（页面存档备份，存于）
- 北韩与南韩在北韩边境城市开城举行10个月来的首次高层会谈。BBC中文网（页面存档备份，存于）
- 2005年北京财富全球论坛正式拉开序幕。央视国际（页面存档备份，存于）

## 5月15日
- 世界动物卫生组织表示中国东部出现口蹄疫疫情 BBC中文网（页面存档备份，存于）
- 美国国务卿赖斯旋风访问伊拉克。凤凰网（页面存档备份，存于）
- 數千烏茲別克難民試圖逃往吉爾吉斯。BBC中文網（页面存档备份，存于）
- 中國譴責美國恢復對紡織品施加限制。BBC中文網（页面存档备份，存于）凤凰网（页面存档备份，存于）
- 南韓宣佈韓朝就舉行副部長級會談達成協定。央視國際

## 5月14日
- 中華民國與諾魯恢復外交關係 BBC中文网（页面存档备份，存于）
- 罗马天主教教宗本笃十六世宣布将很快展开前教宗若望·保禄二世册封真福品审查事宜 梵蒂冈电台
- 中華民國舉辦中华民国任务型国代选举，以便就政府提出的一系列宪法修正进行讨论。美国之音（页面存档备份，存于） BBC中文网（页面存档备份，存于） 开票结果民进党获最多席位（127），其次国民党获得117席。凤凰网（页面存档备份，存于）

## 5月13日
- 阿富汗示威者抗议美国亵渎《古兰经》，9名示威者死亡。《新闻周刊》9日报道，关塔那摩美军将《可兰经》扔进厕所。BBC中文（页面存档备份，存于）WIKINEWS（页面存档备份，存于）
- 日本召回122名驻外大使，商讨“入常”拉票策略。凤凰网（页面存档备份，存于）
- 乌兹别克斯坦政府宣布已控制安集延地区的局势凤凰网（页面存档备份，存于）BBC中文网（页面存档备份，存于）
- 乌兹别克士兵向安集延市数千示威者开枪。多人死伤。美国之音 BBC中文网（页面存档备份，存于）
- 中美科学家公布，在中国发现了6亿年前的地衣化石，是目前已知的最早的原始陆生生物。新华网（页面存档备份，存于）
- 中国受到正式确认，将参加第32届美洲杯帆船赛预选赛。Tom[]

## 5月12日
- 联合国核不扩散条约审议大会参加各国最终对会议的议程问题达成共识。凤凰网（页面存档备份，存于）
- 乌兹别克斯坦东部城市安集延发生劫狱事件和大规模民众聚集。凤凰网（页面存档备份，存于）BBC中文（页面存档备份，存于）
- 2005年親民黨搭橋之旅：宋楚瑜和胡锦涛会见，双方发表公报，提出“两岸一中”。新民晚报

- 国际劳工组织周三发表的一份报告显示，现在世界上仍有超过1230万人生活在奴隶制下。 WIKINEWS（页面存档备份，存于）

## 5月11日
- 第58届戛纳电影节开幕。新华网（页面存档备份，存于）
- 索马里过渡议会投票通过过渡政府提出的回迁及接受非洲联盟维和部队的计划，为过渡政府从肯尼亚迁回国内扫除了障碍。新华网

- 一架小型飞机进入华盛顿禁空区域引起安全警报，令美国白宫和国会山人员疏散，随后警报解除。BBC中文网（页面存档备份，存于）

## 5月10日
- 北韩移除反应堆上废旧的核燃料棒，可能提炼用于核武器的元素钚 Wikinews（页面存档备份，存于）
- 埃及科学家宣布，他们已经揭开了埃及最著名图特卡蒙法老的死亡之迷，宣称这位19岁就死亡的少年法老死因在于左腿骨折后伤口腐烂。
- 第九届苏迪曼杯世界羽毛球混合团体锦标赛在北京开幕。新华网（页面存档备份，存于）
- 土星发现一颗新卫星。NASA（页面存档备份，存于）

## 5月9日
- 美國肯定朝鮮為獨立的主權國家，並表示希望儘快恢復談判。美國之音
- 卫星图像显示北韩正在建造用于核试验的看台 Wikinews（页面存档备份，存于）
- 英格兰坎布里亚郡海岸的塞拉菲尔德再处理工厂发生核燃料泄露事故。Wikinews（页面存档备份，存于） 卫报网站（页面存档备份，存于）
- 俄罗斯莫斯科红场举行阅兵，纪念二战结束60年，包括美国总统小布什、中国国家主席胡锦涛等50多位世界各国领袖参加了阅兵式。BBC中文网（页面存档备份，存于）

## 5月8日
- Google遭遇DNS中断故障 Wikinews（页面存档备份，存于）

## 5月7日
- 俄罗斯向媒体公布了苏联二战中人员伤亡的具体数据，共有2660万苏联公民在二战中丧生；在二次大战的各大战场上，共有866.84万名苏联官兵为国捐躯；二战期间，苏联受伤人员为15205592人；患上各种疾病的人员为3047675人；而被冻伤的人员为90881人。此外，二战中苏联失踪人员为505.9万人，455.9万名苏联官兵被俘。国际在线（页面存档备份，存于）

## 5月6日
- 探测漫游者机遇号陷入火星沙丘。 Wikinews（页面存档备份，存于） 中央日报
- 第48届世乒赛在上海圆满落幕，中国乒乓球队包揽全部五项冠军。
- 英国工党已获352个议席，再次赢得大选。QQ新闻（页面存档备份，存于） BBC中文网（页面存档备份，存于）

## 5月5日
- 土星新发现12颗卫星，使得其卫星总数达到46颗。 Wikinews（页面存档备份，存于）
- 2005年英国大选投票正式开始 。WikinewsBBC中文網（页面存档备份，存于）
- 台湾亲民党宋楚瑜抵达中国西安展开「搭橋之旅」访问行程。BBC中文網（页面存档备份，存于）
- 英国驻美国纽约领事馆外於格林尼治標準時間07:35发生爆炸，無人受傷。WikinewsBBC中文網（页面存档备份，存于）

## 5月1日
- 聯合國宣佈用於審判紅色高棉的資金已經到位。BBC中文網（页面存档备份，存于）
- 日本收到美国关于朝鲜发射的导弹坠落在日本海通报。凤凰卫视（页面存档备份，存于）
- 联想集团完成对IBM的PC业务的收购。南方日报（页面存档备份，存于）
- 台湾陈水扁呼吁海峡两岸进行官方接触。联合早报
- 韩国针对台湾媒体“陈水扁要求韩国邀请他参加APEC”的报道拒绝陈水扁出席APEC会议，并称其怀有政治目的。Sina（页面存档备份，存于）